# Политические взгляды Алексея Навального
Полити́ческие взгля́ды Алексе́я Нава́льного — политические убеждения основателя «Фонда борьбы с коррупцией» и других проектов Алексея Анатольевича Навального (1976—2024), определявшие его политическую и общественную деятельность.

## Внутренняя политика
В книге диалогов с Адамом Михником, вышедшей в 2015 году, Навальный позиционировал себя как сторонника гражданского национализма.

### Отношение к СССР
Согласно книге Константина Воронкова от 2012 года, Навальный не любил СССР и боролся с унаследованным от него менталитетом в Российской Федерации.

### Русский национализм и национал-демократия
В 2007 году Навальный стал соучредителем национал-демократического движения «Народ». 23—24 июня 2007 года в Москве прошла учредительная конференция движения и первое заседание его политсовета. Сопредседателями движения стали Сергей Гуляев, Алексей Навальный и Захар Прилепин.
Навальный отмечал, что национализм является одним из «ключевых, определяющих пунктов» идеологии движения, и сам относит себя к «нормальным русским националистам». По словам Константина Воронкова, биографа политика, Алексей Навальный «называет себя национал-демократом, потому что он отделяет национальность от нации», делая акцент на общественной, а не этнической составляющей этого понятия.
В декабре 2007 года Навальный даже был исключён из партии «Яблоко» с формулировкой «за нанесение политического ущерба партии, в частности, за националистическую деятельность». По словам самого Навального, реальной причиной исключения было его требование об отставке основателя партии — Григория Явлинского.
В июне 2008 года на совместной конференции «Новый политический национализм» ДПНИ и движение «Народ» подписали соглашение о сотрудничестве (обмен информацией, координация деятельности, мониторинг проявлений русофобии). Навальный заявил, что «новый политический национализм» — движение демократическое, в чём оно даст «сто очков вперёд записным либералам». Он также заявил, что считает ДПНИ Александра Белова и «Великую Россию» Андрея Савельева умеренными организациями, подчёркивая, что национализм «должен стать стержнем политической системы России».
Навальный был участником националистических шествий «Русский марш» в 2006 и 2008 годах, вначале как наблюдатель от «Яблока», затем — как представитель движения «Народ». На марше 2008 года стал свидетелем жестокого задержания ОМОНом лидера «Славянского союза» Дмитрия Дёмушкина и заявил, что, несмотря на неоднозначную репутацию Дёмушкина, готов свидетельствовать в суде в его защиту. В 2011 году Навальный заявил о намерении продолжить участие в маршах, однако в 2013 году мотивировал свой отказ следующим образом:

Моё участие в «Русском марше» сейчас превратится в адову кинокомедию: как Бонифаций в окружении детей, буду идти в толпе из 140 фотографов и операторов, старающихся снять меня на фоне зигующих школьников. Естественно, наши «кремлёвские друзья» сделают всё, чтобы этих зигующих вокруг меня было всегда много.
— Навальный об участии в «Русском марше», 2013 год
В 2011 году Навальный, обращая внимание на чрезмерные субсидии Чечне, поддержал националистический лозунг «Хватит кормить Кавказ», также выступал за введение визового режима со странами Средней Азии и Закавказья.

### Предвыборная программа
В конце 2017 года Алексей Навальный опубликовал статью, содержащую предвыборную программу. В ней предлагалось проведение политической реформы, выражающейся в ограничении президентской власти и стимулировании парламентаризма. Другим приоритетом была заявлена борьба с коррупцией: предлагалось утверждение специальной структуры и увеличение срока давности по коррупционным преступлениям. В программе также предлагались проведение люстрации части госаппарата и отмена законов, вызвавших неоднозначную реакцию в обществе. В сфере обороны Навальный предложил перераспределение расходов с ВПК на зарплаты военным.
Основные тезисы экономической программы:
- Повышение минимального размера оплаты труда до 25 тысяч рублей.
- Создание пенсионного «суперфонда», которому должны быть переданы в управление госпредприятия[17]. В этот фонд предлагается передать средства ФНБ, госпакеты в компаниях, котирующихся на фондовом рынке, и уплачиваемые ими дивиденды, а также доходы от приватизации и управления госимуществом[18].
- Запрет на проверки бизнеса, переход на контроль в электронной форме.
- Замена налогов на малый бизнес патентным сбором в 25—30 тысяч рублей.
- Демонополизация стратегических секторов экономики и отказ от крупных инфраструктурных проектов, которые считает неэффективными[17].

#### Критика предвыборной программы
Программа Навального критиковалась за недостаточную проработанность, в особенности — в части определения источников ресурсов для её реализации. По мнению оппозиционера, дополнительные расходы бюджета на реализацию программы составят 7,8 трлн рублей в год. В качестве источников этих средств он приводит будущие результаты успешной борьбы с коррупцией, которые позволят высвободить 5 трлн рублей в год, сокращение расходов на чиновников и правоохранительную деятельность — по 750 млрд рублей. 2 трлн рублей составит экономия за счет отмены субсидий госкорпорациям на крупные проекты. Ещё 2 трлн рублей запланировано за счёт повышения налогов на добычу энергоносителей, 1 трлн рублей — дивиденды госкомпаний. При этом, по данным Интерфакс, суммарный объём госзакупок в 2017 году, когда была опубликована программа, составил 6,3 трлн рублей.
После публикации критики указали на ряд недостатков программы Навального. Среди них — отсутствие конкретики, в частности, расчётов, подтверждающих приведённые цифры, и описания механизмов действия предлагаемых антикоррупционных законов. Эксперты также указали на отсутствие в программе освещения ряда важных проблем и наличие фактологических ошибок: часть цифр и тезисов, приведённых в программе, журналистам подтвердить не удалось. Критиковались и отдельные тезисы программы — экономисты Ведомостей усомнились в эффективности повышения МРОТ до 25 тысяч: по их мнению, без роста производительности труда повышение зарплат выльется только в рост безработицы и ликвидацию отраслей, которые станут нерентабельны при таких зарплатах.
Также критиковалось предлагаемое радикальное снижение доли федерального бюджета в налоговых отчислениях: по мнению экономиста Андрея Мовчана, реализация этого предложения может грозить разрушением жизненно важной инфраструктуры и федеральных систем. Потребуется создание системы кардинального перераспределения налогов между регионами, что выглядит, по его мнению, невозможным при передаче им контроля за поступлением средств и устранении федеральной власти из процесса формирования регионального управления. Он же раскритиковал и предложение о создании пенсионного фонда, в собственность которого предлагается передать госпредприятия: экономист предрекает в этом случае необходимость создания новой огромной бюрократической структуры, эффективность которой сложно предположить. По мнению политолога Кирилла Рогова, предлагаемые меры по повышению МРОТ и ставки по ипотеке в 2 % являются популистскими и вряд ли осуществимы.
Один из соавторов программы в ответ на критику за недостаточную проработанность, сослался на гигантские ресурсы, требующиеся для разработки экономической программы в масштабах государства и малый интерес избирателей к таким документам.

### Отношение к Борису Ельцину и политике 1990-х годов
11 августа 2023 года в социальных сетях и на сайте Алексея Навального был опубликован текст «Мой страх и ненависть». Это было первое заявление Навального, после того как 4 августа 2023 года российский суд осудил его на 19 лет лишения свободы в колонии особого режима по обвинению в экстремизме. Своё послание из колонии Навальный назвал «исповедью».
Алексей Навальный утверждал, что истоки проблем современной России необходимо искать в 1990-х годах. В своём манифесте он заявил: «Я бешено ненавижу тех, кто продал исторический шанс России. Ненавижу Ельцина, Чубайса и всю продажную семейку, кто поставил Путина у власти». Он осуждал тех, кто были «реформаторами» и «демократами», но при этом обогащались, строя коррумпированный режим. Навальный также заявил о своей ненависти к «независимым СМИ» и «демократической общественности», которая «оказала полную поддержку» «подделке президентских выборов 96-го года».
При этом Навальный, как отмечал журналист Максим Трудолюбов, не делал отсылок к «оболваненному населению» и не пытался возложить всю вину за сложившийся в России режим на Путина и российские спецслужбы. Он также не критиковал Запад за то, что тот после окончания Холодной войны не предоставил России аналог плана Маршалла — что, согласно популярному в российском обществе мнению, и привело к провалу демократических преобразований в России. Навальный подчёркивал, что причины нынешней российской действительности — именно в действиях российских политиков в 1990-х и начале 2000-х годов. Хотя Навальный и ранее критиковал российских деятелей 1990-х годов, в этом манифесте он впервые столь категорично обвинил Ельцина и его команду реформаторов в том, что они заложили фундамент для путинского режима.

## Внешняя политика
Заместитель директора «Центра политических технологий» Алексей Макаркин указал на взаимное противоречие тезисов программы о введении визового режима со странами Средней Азии и намерении развивать интеграцию с государствами на постсоветском пространстве. По его мнению, ошибки в экономической части программы обусловлены отсутствием опыта и заблуждением о том, что «в бюджете много бессмысленных статей».

### Грузия

#### Война в Грузии
В августе 2008 года во время войны в Грузии Навальный поддержал российскую сторону и назвал российских военнослужащих «молодцами»; в своём блоге в ЖЖ выступил с предложением ввести полную блокаду Грузии, прекратить с ней любое сообщение и связи и сбивать все воздушные суда, попадающие на территорию Южной Осетии. Призывал к депортации всех граждан Грузии с территории России и оказанию поддержки непризнанным республикам Южная Осетия и Абхазия. Помимо этого, в своих заявлениях оппозиционер оскорбительно высказывался о грузинах, называя их «грызунами».
Спустя 5 лет после тех событий слова Навального привлекли внимание ряда российских публицистов (Айдера Муждабаева, Бориса Вишневского). В ответ на обвинения Навальный ответил, что под своими словами он готов подписаться и сегодня, а сожалеет разве что о том, что называл грузин презрительно «грызунами». Позиция оппозиционера по войне в Грузии продолжала находить отражение в российской и украинской публицистике и на 2017 год — в свете его позиции по Крыму, при освещении антикоррупционных протестов весны-лета 2017 года.
В 2021 году соратник политика Владимир Милов в интервью «Голосу Америки» заявил, что «Навальный изменил свою позицию, и он принципиально считает, что Абхазию и Южную Осетию следует рассматривать как часть Грузии».

Находясь в заключении в российской тюрьме, 13 апреля 2023 года Алексей Навальный извинился перед Грузией и грузинами за свою позицию в 2008 году, заявив, что верит в счастливое европейское будущее Грузии. 
«Я, к своему стыду, довольно слабо представляю грузинскую политику и могу сказать что-то не то. К ещё большему своему стыду, я как-то под влиянием того, что мой товарищ сидел под обстрелом в Цхинвали, написал в 2008 году пост с оскорбительным эпитетом в адрес грузин. За это я извинялся и извиняюсь снова…»

### Украина

#### «Крымский вопрос»
20 марта 2014 года во время аннексии Крыма Россией газета The New York Times опубликовала статью Навального, в которой он просил ввести дополнительные санкции против «внутреннего круга Путина». В частности, Навальный призвал западные страны заморозить финансовые активы и конфисковать собственность крупных российских бизнесменов. ФБК подготовил расширенный список лиц для санкций со стороны Евросоюза. Этот документ был опубликован на сайте Альянса либералов и демократов за Европу.
В марте 2014 года сторонники Навального опубликовали в его Живом Журнале его заявление, осуждающее включение Крыма в состав РФ. Сам политик на тот момент интернетом пользоваться не мог, находясь под домашним арестом.
В октябре 2014 года резонанс среди общественности РФ и Украины вызвало высказывание Навального «Крым — не бутерброд с колбасой, чтобы его туда-сюда возвращать», прозвучавшее в интервью Алексею Венедиктову на радиостанции «Эхо Москвы». В этом же интервью Навальный признал референдум об аннексии Крыма незаконным, и призывал к проведению нового, «нормального» референдума. При этом многими российскими и украинскими СМИ фраза про бутерброд была воспринята как поддержка политики Путина в Крыму. Аналогичный резонанс возник, когда Навальный продолжил ратовать за проведение «нового нормального, честного референдума в Крыму», так как такой вариант нарушает конституцию Украины, а именно статью 73, в которой говорится, что «исключительно всеукраинским референдумом решаются вопросы об изменении территории Украины».
С критикой в адрес Навального выступил украинский журналист Айдер Муждабаев, заявивший, что никакого честного референдума по Крыму не будет, поскольку «ни один честный человек, ни в Украине, ни, кстати, в России, не примет подобные идеи в виде моральной нормы», а при смене режима в России у Навального «никто не будет спрашивать о судьбе Крыма». По мнению Муждабаева, позиция Навального по Крыму идеологически соответствует основам политики президента РФ Владимира Путина.
Бывший председатель Меджлиса крымскотатарского народа Мустафа Джемилев посчитал идею повторного референдума абсурдной, поскольку, согласно украинскому законодательству, такое решение должна принимать только Украина.
Лидер ПАРНАС Михаил Касьянов назвал позицию Навального по Украине, в частности, по Крыму, «неустойчивой и даже зыбкой». Депутат Законодательного собрания Санкт-Петербурга от «Яблока» Борис Вишневский также осудил слова оппозиционера и сказал, что «гастрономические оправдания», звучащие из уст Навального, — это «давно известный приём подмены предмета спора» и «демагогия».
Вместе с тем в апреле 2015 года Навальный в беседе с польским диссидентом Адамом Михником уточнил свою позицию, заявив, что единственное, что может сделать Россия — это «аннулировать результаты того фарса, который имел место в марте 2014 года, и организовать честный и прозрачный референдум под международным контролем. И принять его результаты, какими бы они ни были».
С 2017 года Навальный стал говорить об отсутствии способов решения «крымской проблемы», поскольку, по его словам, не было урегулировано ни одного территориального конфликта между Россией и Украиной. Первый зампред партии «Яблоко» Сергей Иваненко в 2021 году заявил, что отправил письмо в Европарламент с просьбой не присуждать Навальному премию имени Андрея Сахарова, упоминая все сделанные Навальным заявления по Крыму.
На муниципальных выборах в Санкт-Петербурге 2019 года предложил закрыть темы идеологических разногласий, в том числе по Крыму и внешней политике.
За несколько дней до годовщины полномасштабного вторжения России на Украину Навальный заявил, что границы у Украины «такие же, как и у России, — международно признанные, определённые в 1991 году» (то есть включают Крым).

#### Вторжение России на Украину
24 февраля 2022 года Алексей Навальный, выступая в ходе очередного судебного заседания, высказался против начавшегося вторжения России на Украину: «Я против этой войны. Я считаю, что эта война между Россией и Украиной развязана, чтобы прикрыть ограбление граждан России и отвлечь их внимание от тех проблем, что есть внутри страны, от деградации экономики».